# Campionati del mondo di mountain bike 1997
I Campionati del mondo di mountain bike 1997 (en.: 1997 UCI Mountain Bike World Championships), ottava edizione della competizione, furono disputati a Château-d'Œx, in Svizzera.

## Eventi
Si gareggiò nelle due discipline della mountain bike, cross country e downhill.

## Medagliere
| Pos.   | Nazione     | Oro | Argento | Bronzo | Totale |
| ------ | ----------- | --- | ------- | ------ | ------ |
| 1      | Francia     | 4   | 0       | 2      | 6      |
| 2      | Italia      | 2   | 1       | 2      | 5      |
| 3      | Svizzera    | 2   | 1       | 0      | 3      |
| 4      | Stati Uniti | 1   | 1       | 0      | 2      |
| 5      | Svezia      | 0   | 1       | 1      | 2      |
| 5      | Spagna      | 0   | 1       | 1      | 2      |
| 7      | Danimarca   | 0   | 1       | 0      | 1      |
| 7      | Australia   | 0   | 1       | 0      | 1      |
| 7      | Germania    | 0   | 1       | 0      | 1      |
| 7      | Regno Unito | 0   | 1       | 0      | 1      |
| 11     | Slovacchia  | 0   | 0       | 1      | 1      |
| 11     | Polonia     | 0   | 0       | 1      | 1      |
| 11     | 1 Finlandia | 0   | 0       | 1      | 1      |
| Totale | Totale      | 9   | 9       | 9      | 27     |

## Sommario degli eventi
| Eventi                   | Oro                            | Tempo    | Argento                   | Tempo   | Bronzo                  | Tempo   |
| Cross country            |                                |          |                           |         |                         |         |
| Uomini Elite dettagli    | Hubert Pallhuber Italia        | 2h42'26" | Henrik Djernis Danimarca  | a 1'04" | Luca Bramati Italia     | a 1'37" |
| Uomini Under-23 dettagli | Miguel Martinez Francia        | 2h19'49" | Cadel Evans Australia     | a 6'39" | Dario Acquaroli Italia  | a 7'10" |
| Uomini Junior dettagli   | Franz Kehl Svizzera            | 1h52'21" | Mathias Mende Germania    | a 1'19" | Marián Masný Slovacchia | a 1'41" |
| Donne Elite dettagli     | Paola Pezzo Italia             | 1h59'42" | Nadia De Negri Italia     | a 3'41" | Marga Fullana Spagna    | a 4'13" |
| Donne Junior dettagli    | Cecilia Potts Stati Uniti      | 1h30'37" | Helena Eriksson Svezia    | a 35"   | Anna Szafraniec Polonia | a 46"   |
| Downhill                 |                                |          |                           |         |                         |         |
| Uomini Elite dettagli    | Nicolas Vuilloz Francia        | 6'22"62  | John Tomac Stati Uniti    | a 6"19  | Cédric Gracia Francia   | a 6"22  |
| Uomini Junior dettagli   | Mickael Pascal Francia         | 6'34"46  | David Vazquez Spagna      | a 8"01  | Tobias Westman Svezia   | a 10"31 |
| Donne Elite dettagli     | Anne-Caroline Chausson Francia | 6'59"92  | Marielle Saner Svizzera   | a 19"63 | Katja Repo Finlandia    | a 22"92 |
| Donne Junior dettagli    | Sara Stieger Svizzera          | 7'44"32  | Tracy Moseley Regno Unito | a 2"96  | Sabrina Jonnier Francia | a 4"15  |